# Castillo de Otura
El castillo de Otura es una fortificación del municipio español de Lupiñén-Ortilla.

## Descripción
El castillo se encuentra en el municipio oscense de Lupiñén-Ortilla. Hacia mediados del siglo XIX, vivían en él doce personas. Aparece descrito en el duodécimo volumen del Diccionario geográfico-estadístico-histórico de España y sus posesiones de Ultramar de Pascual Madoz con las siguientes palabras:

OTURA (castillo de): cast. en la prov. y part. jud. de Huesca, agregado al ayunt. de Lupiñen, de donde dependen tambien en lo espiritual: contiene una casa y una capilla contigua á ella, dedicada á Ntra. Sra. del Pilar, ambas cosas sit. en una llanada al E. de la matriz á 1/4 de leg. de dist. Confina el térm. por el N. con monte de Esguedas y Anzano; E. el de Algas; S. el de Campies, y O. el de Lupiñen: le baña de N. á S. un arroyo denominado Soton, que viene desde la sierra de Gratal, con direccion al S. á entrar en el Gállego, cruzándole un puente denominado tambien de Otura. El terreno es de mediana calidad, de secano y muy poco de regadío, con monte de yerbas para pasto de ganado y de labor, con algunos arbustos pequeños. Los caminos van á Lupiñen y Huesca: recibiendo la correspondencia de este último punto por un dependiente de la casa dos veces á la semana. prod.: trigo y cebada, cria ganado lanar, caza de algunos conejos y perdices; pesca de barbos y anguilas. pobl.: un vec., 12 almas.
(Madoz, 1849, p. 414)